# Big Pun
Крістофер Карлос Ріос (англ. Christopher Lee Carlos Rios; 10 листопада 1971 — 7 лютого 2000), відоміший під псевдонімом Big Pun (скорочення від Big Punisher) — репер пуерто-риканського походження, що став популярним після роботи на андеграунд-сцені Бронксу наприкінці 1990-х років. Вперше відзначився на альбомі The Beatnuts, в треку Off the Books, і на другому альбомі Fat Joe — Jealous one's Envy, в треку Watch Out, після чого підписав сольний контракт з лейблом Loud Records. Типовий представник чикано-репу. Кар'єра BigPun обірвалася в 2000 році, коли у віці 28 років він помер від інфаркту.

## Біографія

### Дитинство
Він виріс в пуерто-риканській громаді Південного Бронксу у Нью-Йорку. В ранні роки йому довелося зіткнутися з багатьма труднощами. У тому числі з пристрастю матері до наркотиків, батько полишив сім'ю, а вітчим поводився жорстоко. Зі слів бабусі, Ріос настільки часто бував у гніві що розбивав кулаками стіни в квартирі. Він покинув навчання в школі і якийсь час жив на вулиці, в покинутих будівлях або у друзів.

### Кар'єра
У 1980-ті він заснував Full a Clips Crew разом з Triple Seis, Prospect і Cuban Link, який в той час був знаний як Lyrical Assassin. Сам Big Pun в той час виступав під псевдонімом Big Moon Dawg.
У 1995 році Ріос зустрів такого ж пуерто-риканського репера з Бронкса Fat Joe, на другому альбомі якого дебютував в треках Fire Water і Watch Out. Пізніше, трек I'm Not a Player (з використанням семпла O Jays) був широко розрекламований і став хітом андерграунд-сцени. Ремікс на цей трек, але з назвою Still Not a Player (за участю Joe) спродюсований Knobody, став першим мейнстрімовим хітом Big Pun. Його дебютний альбом Capital Punishment вийшов в 1998 році, став першим сольним альбомом і отримав статус платинового, досягнувши також 5 місця в топі Billboard 200.
Capital Punishment був номінований на премію Grammy, але поступився нагороду альбому Jay-Z Vol. 2: Hard Knock Life.
Big Pun став учасником Terror Squad, колективу реперів з Нью-Йорка, заснованого Fat Joe, і складався, переважно, з учасників Full a Clips Crew, які випустили свій дебютний альбом у 1999 році.

### Смерть
Більшу частину свого життя Big Pun боровся з надмірною вагою. Він брав участь у програмі схуднення в Північній Кароліні, за час якої втратив понад 30 кілограмів. Але, врешті-решт, кинув програму, не закінчивши її, і повернувся в Нью-Йорк, де знову набрав вагу.
7 лютого 2000 року, в той час як BigPun з сім'єю перебували в Crowne Plaza Hotel в Нью-Йорку, поки будинку йшов ремонт, у нього стався серцевий напад із зупинкою дихання. Лікарі не змогли повернути його до життя.

### Посмертні проєкти
Його другий альбом Yeeeah Baby, закінчений до його смерті, вийшов у світ у квітні 2000 року. Він досяг 3 місця в топі Billboard і отримав статус золотого через три місяці після виходу.
Посмертна збірка Endangered Species вийшла в квітні 2001 року та містила як найкращі хіти, так і невиданий матеріал, треки інших виконавців з його участю, а також ремікси. Як і інші його альбоми, цей також дебютував в першій десятці Billboard 200, досягнувши 7 позиції, але в продажу не був таким успішним, як попередні.
2001 року, чиновники Бронкса заморозили проєкт про перейменування невеликого відрізку вулиці Rogers Place в честь Big Pun у зв'язку з невдоволенням його текстами, які, згідно газеті The New York Times, «включають в себе лайки і заклики до насильства та розповсюдження наркотиків».
2005 року Liza Rios, пославшись на фінансові труднощі, продала на аукціоні медальйон Terror Squad, що належав її покійному чоловікові. Вона підтвердила, що не отримала практично ніяких ліцензійних відрахувань з посмертних альбомів.
15 вересня 2009 року, у пам'ять про Big Pun, режисер Vlad Yudin випускає документальний фільм BigPun: The Legacy. Він включає в себе інтерв'ю з артистами, акторами, близькими друзями та іншими людьми, на яких вплинула творчість Big Pun, а також відео з виступів та інтерв'ю з самим Big Pun.

## Дискографія

### Альбоми
| Capital Punishment                                                               | - Дата: 28 квітня, 1998 - Лейбл: Loud - Формат: CD, CS, LP | 1 | 1 | 1 | 5 | - США: 3x Платиновий - Канада: 2x Платиновий - Велика Британія: Золотий                                                                                                   |
| Yeeeah Baby                                                                      | - Дата: 4 квітня, 2000 - Лейбл: Loud - Формат: CD, CS, LP  | 1 | 1 | 2 | 1 | - США: 5x Платиновий - Канада: 4x Платиновий - Велика Британія: 2x Платиновий - Німеччина: Платиновий - Франція: 3x Платиновий - Іспанія: 4x Платиновий - Італія: Золотий |
| Endangered Species                                                               | - Дата: 3 квітня, 2001 - Лейбл: Loud - Формат: CD, CS      | 2 | 1 | 4 | 6 | - США: Платиновий - Велика Британія: Золотий |
| «—» Означає, що альбом не потрапив в даний чарт або не виходив на цій території. |                                                            |   |   |   |   | |

## Відеографія
- Big Pun feat. Fat Joe — Twinz.
- I'm Not a Player'
- Still Not a Player'
- You Came Up'
- Carribean Connection.
- Whatcha Gonna Do'
- Big Pun з Cuban Link і Beatnuts — Off the Books
- 100 % c Tony Sunshine
- How We Roll'
- Big Pun feat. Donell Jones — it's So Hard
- Fat Joe з Big Pun, Cuban Link і Triple Seis — Bet Ja Man can't (Triz)
- Fat Joe з Nas, Big Pun, Jadakiss і Raekwon — John Blaze
- Heavy D з Big Pun і Eightball — On Point
- Cam'Ron з Big Pun, Charli Baltimore, Silkk, Wyclef — Horse & Carriage (Remix)
- Jennifer Lopez з Big Pun і Fat Joe — Feelin' So Good
- Miss Jones з Big Pun — 2 Way Street (Remix)
- Mack 10, Big Pun і Fat Joe — Let The Games Begin
- Mr. Serv-On з Big Pun — From N. Y. To N. O.
- Noreaga з Big Pun, Nature, The Lox і Cam'Ron — Banned From TV
- Rah Sun ft Big Pun — i'll Be Around.
- Terror Squad — Tell Me What You Want.
- Fat Joe — Don Cartagena.
- Fat Joe — Success.
- Lord Tariq & Peter Gunz — Deja Vu (Uptown Baby).

## Фільмографія
- 1998 Moesha (TV series) (серія A Terrible Thing Happened on My Tour of College) — грає самого себе
- 1999 Thicker Than Water — в ролі Punny
- 1999 Urban Menace — в ролі Crow
- 1999 Whiteboyz — в ролі Don Flip Crew
- 2000 Boricua's Bond — грає самого себе
- 2002 Still Not a Player — (архівні кадри)
- 2002 Big Pun Live — (архівні кадри)
- 2004 Big Pun Signature Collection — Big Pun Live/Still Not a Player (Box Set) — (архівні кадри)
- 2009 Big Pun: The Legacy — (архівні кадри)
- 2010 Big Pun: The Legacy/The Lost Files (Special collector's Edition) — (архівні кадри)